# Список футбольных стадионов Ирландии
Ниже приведён список футбольных стадионов в Республики Ирландии вместимостью не менее тысячи зрителей.
Обратите внимание, что «Брэндивел Стэдиум» не включен в список, так как хотя на нём играет ФК «Дерри Сити», выступающий в Лиге Ирландии, но сам стадион расположен в Северной Ирландии. См. список футбольных стадионов Северной Ирландии.

## Футбольные стадионы
| #  | Название | Местоположение       | Владелец/Арендатор                                                     | Специализация                         | Вместимость | Сидячие места | Освещение | Год открытия/Реновации      |
| -- | --- | -------------------- | ---------------------------------------------------------------------- | ------------------------------------- | ----------- | ------------- | --------- | --------------------------- |
| 1  | «Авива Стэдиум» англ. Aviva Stadium ирл. Staid Aviva                                                           | Дублин               | Ирландский регбийный союз/сборная Ирландии по футболу, «Ленстер Рагби» | Регби, соккер                         | 51 700      | 51 700        | Да        | 2010                        |
| 2  | «Томонд Парк» англ. Thomond Park ирл. Páirc Thuamhan                                                           | Лимерик              | Ирландский регбийный союз/«Манстер Рагби», ФК «Лимерик»                | Регби, соккер                         | 26 500      | 15 100        | Да        | 1940 / 1998—1999, 2006—2008 |
| 3  | «РДС Арена» англ. RDS Arena                                                                                    | Болсбридж            | Королевское дублинское общество/«Ленстер Рагби»                        | Конный спорт, регби, соккер, рестлинг | 18 500      | 16 500        |           | 1868 / 2007—2008            |
| 4  | «Далимаунт-Парк» англ. Dalymount Park англ. Páirc Chnocán Uí Dhálaigh                                          | Дублин               | «Богемианс» (владелец), «Дублин Сити»                                  | Соккер                                | 7 955       | 7 955         | Да        | 1901 / 1999                 |
| 5  | «Фин Парк» англ. Finn Park англ. Páirc na Finne                                                                | Баллибофи            | ФК «Фин Харпс»                                                         | Соккер                                | 7 500       | 500           | Да        | [ 4 ]                       |
| 6  | «Тёрнерс Кросс» англ. Turners Cross ирл. Crois an Tornóra                                                      | Корк                 | Манстерская футбольная ассоциация/ФК «Корк Сити»                       | Соккер                                | 7 365       | 7 365         | Да        | До 1897 / 1980, 2007        |
| 7  | «Карлайл Граундс» англ. Carlisle Grounds ирл. Staidiam                                                         | Брей                 | ФК «Брей Уондерерс»                                                    | Соккер                                | 7 000       | 3 185         | Да        | 1862 / 2006                 |
| 8  | «Толка Парк» англ. Tolka Park ирл. Páirc na Tulcha                                                             | Драмкондра (Дублин)  | Осси Килкенни/ФК «Шелбурн», сборная Ирландии по регбилиг               | Соккер, регбилиг                      | 6 000       | 6 000         | Да        | 1953                        |
| 9  | «Ориэль Парк» англ. Oriel Park ирл. Páirc Oirialla                                                             | Дандолк              | Семья Кейси/ФК «Дандолк»                                               | Соккер                                | 6 000       | 3 000         | Да        | 1919 / 2007, 2011—?         |
| 10 | «Сент-Колман парк» англ. St. Colman's Park                                                                     | Ков                  | ФК «Ков Рэмблерс»                                                      | Соккер                                | 5 980       | 1 500         | Да        | 1968 / 2005                 |
| 11 | «Талла стэдиум» англ. Tallaght Stadium ирл. Staid Thamhlachta                                                  | Талла (Южный Дублин) | Муниципалитет/ФК «Шемрок Роверс»                                       | Соккер                                | 5 947       | 5 947         | Да        | 2000 / 2009                 |
| 12 | «Шоуграундс» англ. Showgrounds                                                                                 | Слайго               | ФК «Слайго Роверс»                                                     | Соккер                                | 5 500       | 2 400         | Да        | 1928 / 2009                 |
| 13 | «Ричмонд Парк» англ. Richmond Park ирл. Páirc Richmond                                                         | Инчикор              | «Сент-Патрикс Атлетик»                                                 | Соккер                                | 5 340       | 2 800         | Да        | 1925 /1989—1993             |
| 14 | «Эмон Диси Парк» англ. Eamonn Deacy Park ирл. Páirc Eamonn Deacy                                               | Голуэй               | Футбольная лига Голуэя и района/ФК «Голуэй Юнайтед»                    | Соккер                                | 5 000       | 3 300         | Да        | 1937 / 1993, 2007           |
| 15 | «Атлон Таун Стэдиум» англ. Athlone Town Stadium ирл. Staidiam                                                  | Атлон                | Муниципалитет/ФК «Атлон Таун»                                          | Соккер                                | 5 000       | 2 500         | Да        | 2007                        |
| 16 | «Городской вызов» англ. City Calling Stadium                                                                   | Лонгфорд             | ФК «Лонгфорд Таун»                                                     | Соккер                                | 4 500       | 4 500         | Да        | / 2000—2001                 |
| 17 | «Мортон Стэдиум»/Национальный легкоатлетический стадион англ. Morton Stadium; англ. National Athletics Stadium | Дублин               | Легкоатлетический клуб «Клонлайфф Харриерс»                            | Лёгкая атлетика, соккер               | 4 000       | 800           | Да        | 1958                        |
| 18 | Региональный спортивный центр англ. Regional Sports Centre                                                     | Уотерфорд            | Муниципалитет/ФК «Уотерфорд Юнайтед»                                   | Соккер                                | 3 015       | 3 015         | Да        | 1993 / 2008                 |
| 19 | «Бакли Парк» англ. Buckley Park                                                                                | Килкенни             | Муниципалитет/ФК «Килкенни Сити»                                       | Соккер                                | 3 000       | 1 850         | Да        | 1980                        |
| 20 | «ДУК Боул» англ. UCD Bowl                                                                                      | Дублин               | Дублинский университетский колледж/регбийная и футбольная команды ДУК  | Регби, соккер                         | 3 000       | 1 500         | Да        | / 2007                      |
| 21 | «Мэрдайк Арена» англ. Mardyke Arena                                                                            | Корк                 | Университетский колледж Корка/ФК «Университетский колледж Корка»       | Соккер                                | 3 000       | 1 000         | Да        |                             |
| 22 | «Стейшн Роад» англ. Station Road                                                                               | Дрихад-Нуа           | ФК «Ньюбридж Таун»                                                     | Соккер                                | 2 500       | 850           | Да        | 1980                        |
| 23 | «Феррикэрриг Парк» англ. Ferrycarrig Park                                                                      | Кроссабег            | Мик Уоллес/ФК «Уэксфорд Ютс»                                           | Соккер                                | 2 500       | 609           | Да        | 2005                        |
| 24 | «Джекман Парк» англ. Jackman Park                                                                              | Лимерик              | Муниципалитет/ФК «Лимерик»                                             | Соккер                                | 2 450       |               | Да        | / 1989                      |
| 25 | «Анки Дорис Парк» англ. Hunky Dorys Park                                                                       | Дроэда               | Муниципалитет/ФК «Дроэда Юнайтед»                                      | Соккер                                | 2 000       | 1 500         | Да        | 1979 / 2010                 |
| 26 | «Гортакиган» англ. Gortakeegan                                                                                 | Монахан              | Муниципалитет/ФК «Монахан Юнайтед»                                     | Соккер                                | 2 000       | 620           |           |                             |
| 27 | «Дром Клабхаус» англ. Drom Clubhouse                                                                           | Голуэй               | «Дром Клабхаус фонд»/ФК «Солтхилл Девон»                               | Соккер                                | 2 000       |               |           | 2002                        |
| 28 | «Селтик Парк» англ. Celtic Park                                                                                | Каслбар              | ФК «Каслбар Селтик»                                                    | Соккер                                | 1 500       | 550           |           | 1954                        |
| 29 | «Лия Виктория Парк» англ. Leah Victoria Park                                                                   | Талламор             | ФК «Талламор Таун»                                                     | Соккер                                | 1 500       |               |           | 2008                        |
| 30 | «Хокинс Лейн» англ. Hawkin's Lane                                                                              | Карлоу (город)       | ФК «Карлоу»                                                            | Соккер                                | 1 000       | 75            |           |                             |
| 31 | «Каэрмонин» англ. Cahermoneen                                                                                  | Трали                | ФК «Трали Дайнамоз»                                                    | Соккер                                | 1 000       |               |           |                             |
| 32 | «Айриштаун Стэдиум» англ. Irishtown Stadium                                                                    | Дублин               | Муниципалитет                                                          | Соккер, лёгкая атлетика               | 1 000       |               |           | 1950 / 2002                 |
| 33 | «Фэйхис Филд» англ. Fahy's Field                                                                               | Голуэй               | ФК «Мервю Юнайтед»                                                     | Соккер                                | 1 000       |               |           | / 2010                      |

## Строящиеся стадионы
| # | Название                                                  | Местоположение | Владелец/Арендатор             | Специализация | Вместимость | Сидячие места | Освещение | Начало строительства/Окончание |
| - | --------------------------------------------------------- | -------------- | ------------------------------ | ------------- | ----------- | ------------- | --------- | ------------------------------ |
| 1 | Новый стадион ФК «Фин Харпс» англ. New Finn Harps Stadium | Странорлар     | «Фин Харпс»                    | Соккер        | 6 600       |               |           | 12 мая 2008/ 2013?             |
| 2 | «Фингал Спортс Комплекс» англ. Fingal Sports Complex      | Ласк           | Муниципальный/Академия футбола | Соккер        | 4 200       |               |           | 2008? / ?                      |